# Sédhiou
Sédhiou – miasto w południowym Senegalu, w regionie Kolda (części regionu Casamance), na północnym brzegu rzeki Casamance.
Sédhiou był ważnym punktem handlowym i był głównym miastem regionu Casamance do końca XIX wieku.